# Century Child
Century Child er et studiealbum udgivet af det finske band Nightwish (2002)

## Sange
1. Bless The Child
2. End Of All Hope
3. Dead To The World
4. Ever Dream
5. Slaying The Dreamer
6. Forever Yours
7. Ocean Soul
8. Feel For You
9. The Phantom Of The Opera
10. Beauty Of The Beast
11. The Wayfarer (Bonusnummer)